# Canton de Port-Saint-Louis-du-Rhône
Le canton de Port-Saint-Louis-du-Rhône est une ancienne division administrative française située dans le département des Bouches-du-Rhône, dans l'arrondissement d'Arles.
Il est supprimé à la suite du redécoupage cantonal de 2014.

## Composition
| Nom                                   | Code Insee | Intercommunalité                   | Superficie (km2) | Population (dernière pop. légale) | Densité (hab./km2) |
| ------------------------------------- | ---------- | ---------------------------------- | ---------------- | --------------------------------- | ------------------ |
| Port-Saint-Louis-du-Rhône (chef-lieu) | 13078      | Métropole d'Aix-Marseille-Provence | 73,38            | 8 661 (2014)                      | 118                |

## Administration
Canton créé en 1932

### Conseillers généraux de 1932 à 2015
| Période | Période                   | Identité                  | Étiquette | Qualité                                                                                                  |
| ------- | ------------------------- | ------------------------- | --------- | --- |
| 1933    | 1934                      | Emile Serris              | Rad.      | Fabricant Maire de Port-Saint-Louis-du-Rhône                                                             |
| 1934    | 1940 (démission d'office) | Marcel Baudin             | SFIC      | Docker Révoqué par le Gouvernement de Vichy                                                              |
| 1945    | 1947 (démission)          | Marcel Baudin (1897-1969) | PCF       | Docker Maire de Port-Saint-Louis-du-Rhône (1945-1947)                                                    |
| 1947    | 1949                      | Victor Sardou             | PCF       | |
| 1949    | 1967                      | Gustave Vidal (1899-1980) | SFIO      | Maire de Port-Saint-Louis-du-Rhône (1947-1965)                                                           |
| 1967    | 1973                      | Vincent Porelli           | PCF       | Instituteur puis professeur de collège Député (1973-1988) Maire de Port-Saint-Louis-du-Rhône (1965-1989) |
| 1973    | 1992                      | Mireille Freichinier      | PCF       | Adjointe au maire de Port-Saint-Louis-du-Rhône                                                           |
| 1992    | 2004                      | Philippe Caizergues       | DVD       | Chirurgien-dentiste Maire de Port-Saint-Louis-du-Rhône de 1989 à 2008                                    |
| 2004    | 2015                      | Jean-Marc Charrier        | PCF       | Conseiller municipal de Port-Saint-Louis-du-Rhône (Maire de 2008 à 2014)                                 |

### Conseillers d'arrondissement (de 1933 à 1940)
| Période                                  | Période | Identité      | Étiquette | Qualité |
| ---------------------------------------- | ------- | ------------- | --------- | --- |
| 1934                                     | 1937    | Paul Badouix  | Soc.ind.  | |
| 1937                                     | 1940    | Marius Paulet | SFIC      | Cordonnier Déchu de son mandat en 1940                                                                      |
| 1940                                     |         |               |           | Les conseils d'arrondissement ont été suspendus par la loi du 12 octobre 1940 et n'ont jamais été réactivés |
| Les données manquantes sont à compléter. |         |               |           | |

## Démographie
| 1962  | 1968  | 1975   | 1982   | 1990  | 1999  | 2006  | 2011  | 2012  |
| ----- | ----- | ------ | ------ | ----- | ----- | ----- | ----- | ----- |
| 6 278 | 8 285 | 10 393 | 10 378 | 8 624 | 8 121 | 8 483 | 8 609 | 8 579 |